# Туляны
Туля́ны — опустевшая деревня Задонского района Липецкой области России. Входит в состав Каменского сельсовета.

## География
Находится у речки Каменки, притока Дона.
Общая площадь земель деревни — 0,025 тыс. га

## Население
| 2010 |
| ---- |
| 0    |

## Инфраструктура
Личное подсобное хозяйство.

## Транспорт
Общая протяженность улично-дорожной сети в существующих границах деревни — 4,5 км